# Montagnol
Montagnol é uma comuna francesa na região administrativa de Occitânia, no departamento de Aveyron. Estende-se por uma área de 34,47 km². Em 2010 a comuna tinha 138 habitantes (densidade: 4 hab./km²).